# Station Chorzelów
Station Chorzelów is een spoorwegstation in de Poolse plaats Chorzelów.